# サーモモノスポラ科
サーモモノスポラ科（Thermomonosporaceae）は真正細菌の放線菌門放線菌綱ストレプトスポランジウム目の科の一つである。

## 解説
好気性、グラム陽性、非抗酸性、化学有機栄養性の放線菌で構成されている。栄養菌糸体を形成し、その栄養菌糸からは気菌糸が生じ、その気菌糸はいずれ節胞子（arthrospore）の単細胞又は単鎖へ分化する。この科の細菌に共通の特性として、同じ細胞壁タイプ（タイプIII：meso-ジアミノピメリン酸）、主要なメナキノンがMK-9(H6)であること、脂肪酸プロファイルはタイプ3aであることが挙げられている。識別に有用なmaduroseはほとんどの種に見られるが、それは種によって異なる。極性脂質プロファイルは、サーモモノスポラ属（Thermomonospora）やアクチノマジュラ属（Actinomadura）、スピリロスポラ属（Spirillospora）のほとんどの種においてはリン脂質タイプPIとして、アクチノコラリア属（Actinocorallia）においてはリン脂質タイプPIIとして特徴づけられている。
DNAのGC含量は66±72mol%である。16S rRNAのシグネチャーパターンは440 : 497 (C–G)、501 : 544 (C–G)、502 : 543 (G–C)、831 : 855 (G–G)、843 (U)、844 (A)及び1355 : 1367 (A–U)の位置のヌクレオチドで構成される。タイプ属はサーモモノスポラ属（Thermomonospora）である。

## 歴史
- 1997年にthe Leibniz Institute DSMZのWard-Raineyらは放線菌門の16S rRNA/rDNAの系統発生学的解析によりサーモモノスポラ科（Thermomonosporaceae）並びに、同科とストレプトスポランジウム科（Streptosporangiaceae）とノカルディオプシス科（Nocardiopsaceae（現Nocardiopsidaceae））で構成されるストレプトスポランジウム亜目（Streptosporangineae）を新たに提案した[1]。このとき、サーモモノスポラ科の16S rRNA遺伝子配列のシグネチャー配列は記述され、下位分類としてサーモモノスポラ属（Thermomonospora、タイプ属）、アクチノマジュラ属（Actinomadura）、及びスピリロスポラ属（Spirillospora）が分類された。
- 2001年にシンガポール国立大学のZhangらはサーモモノスポラ科の16S rDNA、16S-23S rRNA内部転写スペーサー、及び23S rDNA配列の解析並びに化学分類学的解析を行い、同科にアクチノコラリア属（Actinocorallia）を追加した[14]。
- 2009年3月に雲南大学のZhiらとDSMZのStackebrandtはサーモモノスポラ科を含む放線菌綱のメンバーの16S rRNA遺伝子配列解析を行い、サーモモノスポラ科の16S rRNAのシグネチャーヌクレオチド配列の情報を更新した[12]。
- 2009年8月に製品評価技術基盤機構（NITE）のTamuraらと大正製薬のNozawaは日本の様々な場所で採取した土壌や牛糞からActinoallomurus属を発見したことを報告し、新属として提案した[6]。